# Apoclea trivialis
Apoclea trivialis är en tvåvingeart som beskrevs av Friedrich Hermann Loew 1873. Apoclea trivialis ingår i släktet Apoclea och familjen rovflugor. Inga underarter finns listade i Catalogue of Life.